# Hemgården, Borås

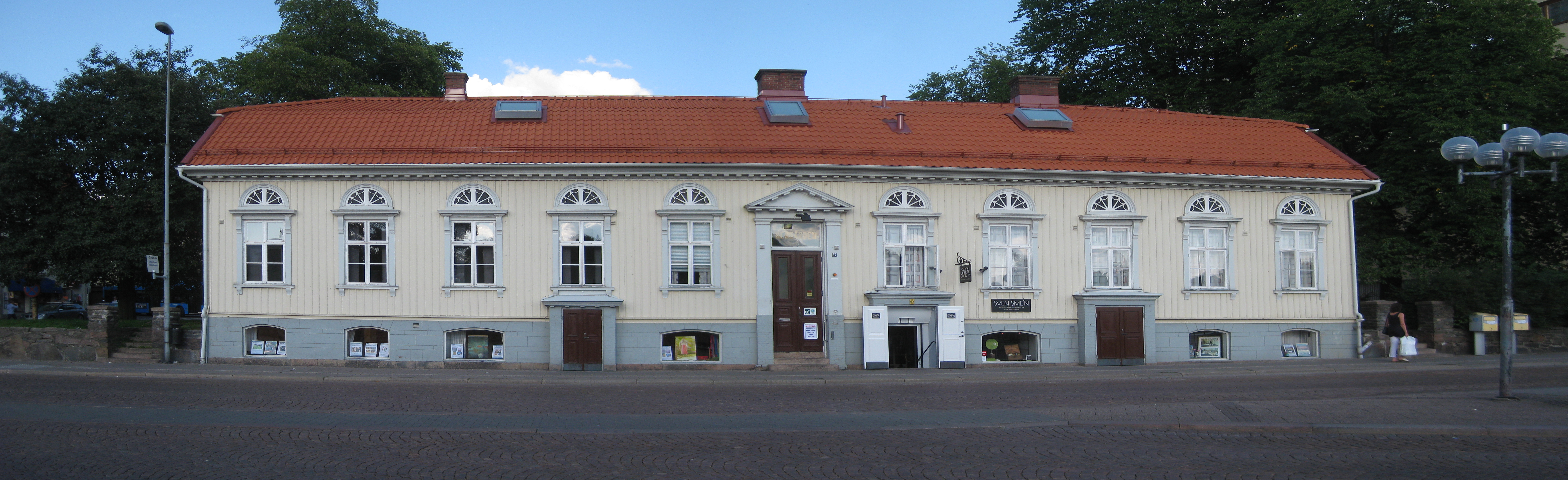
Hemgården, Borås i augusti 2012.

Hemgården i Borås är ett gult trähus vid busstorget mitt i Borås, officiellt benämnt Utfallska Huset. Den pampiga träbyggnaden, idag känd som Hemgården, byggdes av handlanden Erik Nikolaus Memsen efter den sista stora branden i Borås 1827. Huset har fått sitt officiella namn efter majoren Johan von Utfall som övertog fastigheten 1860. Hans efterlevande bodde kvar i huset fram till 1900. Efter ett antal ägarbyten övergick fastigheten 1907 i stadens ägo.
Hemgården startades i byggnaden den 1 oktober 1944 som en av 13 hemgårdar i Sverige. Andra hemgårdar är t ex Birkagården och Södergården, båda i Stockholm. Inledningsvis fokuserade man på öppen verksamhet för ungdomar. Den stora tillströmningen, brist på ledare och en del ungdomars “oregerliga” uppträdande ledde dock till att man 1945 beslöt att koncentrera verksamheten på slutna aktiviteter. Hemgården skulle endast vara öppen för ungdomar som deltog i kurser och cirklar. Genom åren har Hemgården med stor framgång haft både öppen och sluten verksamhet där de stora händelserna över årets alla evenemang är via teater, musik och marknader där bland annat hantverk säljs och hembakat från Café Hemgården.
Hemgårdens verksamhet och karaktär har i hög grad formats av dess två första föreståndare: Lilly Jansson, som var föreståndare 1945-68, och Åke Björkman, som först var assistent och senare föreståndare 1968–1994. Arthur Eriksson var Hemgårdens ordförande 1945–1965 och Tore Westeman var ordförande 1966–1986. Anna Granar var biträdande föreståndare 1969–1989.
Verksamheten har genom åren haft en mängd olika aktiviteter, både vad gäller öppen verksamhet och cirklar. Bland annat fanns det t.ex. en slöjdsal under ett antal år för att senare ge plats åt samkväm och dansaftnar. Teaterverksamheten som skulle bli något av Hemgårdens flaggskepp bildades redan 1946. Teatergrupperna var mycket aktiva och framträdde flitigt, de var i stort Hemgårdens ansikte utåt i många år. Teaterverksamheten är fortfarande mycket aktiv och barnteatern uppträder alltid vid de årliga julmarknaderna.
Barnverksamheten var mycket aktiv på 70-talet med bl a Montessoriförskola. Balettskolan startade 1960 under ledning av Berit Roos. Andra populära aktiviteter genom åren var silversmide, fotoklubben, engelska och bordtennis.